# Come Find Yourself
Albums de Fun Lovin' Criminals
Fun Lovin' Criminals
(1995) 100% Colombian
(1998)
Come Find Yourself est un album de Fun Lovin' Criminals, sorti en 1996.

## L'album
Le titre Scooby Snacks atteint la 2e place du hit-parade britannique. Plusieurs samples sont extraits de Pulp Fiction et de Reservoir Dogs de Quentin Tarantino. L'album fait partie des 1001 albums qu'il faut avoir écoutés dans sa vie. 

### Titres
Tous les titres sont crédités au nom du groupe, sauf mentions. 
1. The Fun Lovin' Criminal (3:13)
2. Passive/Aggressive (3:33)
3. The Grave and the Constant (4:47)
4. Scooby Snacks (3:05)
5. Smoke 'Em (4:46)
6. Bombin' the L (3:51)
7. I Can't Get with That (4:25)
8. King of New York (3:47)
9. We Have All the Time in the World (John Barry, Hal David) (3:41)
10. Bear Hug (3:28)
11. Come Find Yourself (4:20)
12. Crime and Punishment (3:20)
13. Methadonia (4:06)
14. I Can't Get with That (Schmoove Version) (5:34)
15. Coney Island Girl (1:28)

## Musiciens
- Huey Morgan : voix, guitare
- Steve Borgovini : basse, trompette, clavier
- Frank Benbini : batterie